# PPARD
PPARD (англ. Peroxisome proliferator activated receptor delta) – білок, який кодується однойменним геном, розташованим у людей на короткому плечі 6-ї хромосоми. Довжина поліпептидного ланцюга білка становить 441 амінокислот, а молекулярна маса — 49 903.
| 10         |  | 20         |  | 30         |  | 40         |  | 50         |
| ---------- |  | ---------- |  | ---------- |  | ---------- |  | ---------- |
| MEQPQEEAPE |  | VREEEEKEEV |  | AEAEGAPELN |  | GGPQHALPSS |  | SYTDLSRSSS |
| PPSLLDQLQM |  | GCDGASCGSL |  | NMECRVCGDK |  | ASGFHYGVHA |  | CEGCKGFFRR |
| TIRMKLEYEK |  | CERSCKIQKK |  | NRNKCQYCRF |  | QKCLALGMSH |  | NAIRFGRMPE |
| AEKRKLVAGL |  | TANEGSQYNP |  | QVADLKAFSK |  | HIYNAYLKNF |  | NMTKKKARSI |
| LTGKASHTAP |  | FVIHDIETLW |  | QAEKGLVWKQ |  | LVNGLPPYKE |  | ISVHVFYRCQ |
| CTTVETVREL |  | TEFAKSIPSF |  | SSLFLNDQVT |  | LLKYGVHEAI |  | FAMLASIVNK |
| DGLLVANGSG |  | FVTREFLRSL |  | RKPFSDIIEP |  | KFEFAVKFNA |  | LELDDSDLAL |
| FIAAIILCGD |  | RPGLMNVPRV |  | EAIQDTILRA |  | LEFHLQANHP |  | DAQYLFPKLL |
| QKMADLRQLV |  | TEHAQMMQRI |  | KKTETETSLH |  | PLLQEIYKDM |  | Y          |

A: Аланін

C: Цистеїн

D: Аспарагінова кислота

E: Глутамінова кислота

F: Фенілаланін

G: Гліцин

H: Гістидин

I: Ізолейцин

K: Лізин

L: Лейцин

M: Метіонін

N: Аспарагін

P: Пролін

Q: Глутамін

R: Аргінін

S: Серин

T: Треонін

V: Валін

W: Триптофан

Кодований геном білок за функціями належить до рецепторів, активаторів. 
Задіяний у таких біологічних процесах, як транскрипція, регуляція транскрипції, альтернативний сплайсинг. 
Білок має сайт для зв'язування з іонами металів, іоном цинку, ДНК. 
Локалізований у ядрі.